# Polystachya letouzeyana
Polystachya letouzeyana är en orkidéart som beskrevs av Dariusz Lucjan Szlachetko och Tomasz Sebastian Olszewski. Polystachya letouzeyana ingår i släktet Polystachya och familjen orkidéer. Inga underarter finns listade i Catalogue of Life.